# ميخائيل دكورث
ميخائيل دكورث (بالإنجليزية: Michael Duckworth)‏ هو لاعب كرة قدم بريطاني، ولد في 28 أبريل 1992 في رينتلن في ألمانيا. لعب مع نادي برادفورد بارك أفنيو ونادي موركامب ونادي هارتلبول يونايتد.

## وصلات خارجية
- ميخائيل دكورث على موقع قاعدة بيانات كرة القدم.إي يو (الإنجليزية)
- ميخائيل دكورث على موقع Soccerbase.com (لاعب) (الإنجليزية)
- ميخائيل دكورث على موقع Soccerway.com (الإنجليزية)